# Cathedral Bank
Cathedral Investment Bank (CIB Americas Bank Inc) es un grupo financiero y primera entidad bancaria internacional que agrupa un conjunto de empresas de servicios financieros globales.

## Historia
Fundado formalmente en julio de 1987, Cathedral Investment Bank entidad que operaba bajo el nombre registrado de Cathedral Investments Ltd. sostenía operaciones para brindar servicios de asesoría financiera en distintas partes del mundo. Debido a una serie de solicitudes de registros bancarios bajo diferentes razones sociales, inició operaciones de manera privada como institución financiera bancaria en distintas jurisdicciones internacionales.
A la fecha se sabe que Cathedral Group controla al menos 126 empresas en todo el mundo bajo distintos giros y actividades empresariales.
Aunque su vida de registro como banco bajo el nombre de “Cathedral” es muy reciente (1996), en realidad esta institución podría ser alguna de las más antiguas en el sistema financiero manejando recursos de un núcleo de inversionistas muy limitado.

## Actualidad
Cathedral Investment Bank (Parte de Cathedral Group) es quizá el proveedor de servicios financieros situado en un paraíso fiscal, más grande del mundo y es en la actualidad la única institución integralmente conectada al sistema interbancario on shore y offshore. Al estar registrado en distintas jurisdicciones bajo diferentes figuras financieras, Cathedral Investment Bank tiene el mayor nivel de flexibilidad administrativa que cualquier entidad On Shore de capacidades similares. Como institución administra y supervisa la ejecución de procesos de gran volumen para mercados primarios y secundarios haciéndolo el mayor proveedor de ejecución Off-Shore en el Mundo.
Como grupo financiero global, tiene presencia física en 7 nacionalidades y atiende a casi 10,000 clientes de 35 países en todo el mundo.
De acuerdo el reporte presentado al comité de revisión para autoridades tributarias de baja carga fiscal en 2012, del total de su composición de ingresos el 68.2% de los mismos provienen de la administración, ejecución, compra y venta de servicios para y con otros Bancos o entidades financieras de todo tipo, haciéndolo el mayor proveedor de servicios financieros Off Shore a otros bancos e instituciones financieras en el Mundo. Así mismo el 17.6% de sus ingresos provienen de operaciones de M&A y Banca de Inversión Vainilla Venture Capital en donde es líder teniendo a disposición más de 280 Billones de Dólares para operaciones de Banca de Inversión, el resto de sus ingresos proviene de operaciones consultivas y fiduciarias con clientes finales y otras instituciones financieras (fideicomisos).
Entidad financiera registrada en diversas jurisdicciones Off Shore de alta confidencialidad y de muy baja carga fiscal, bajo distintas figuras legales, que operan en diferentes nacionalidades. Ofrece al público servicios financieros integrales, servicios consultivos, administración de programas de planeación patrimonial, servicios bancarios, programas de inversión de riesgo y administración de diversos fondos de inversión propios y de terceros, de manera segura en todas partes del mundo.
Según su sitio de Internet, debido a la forma en la que está conformado Cathedral, el banco puede administrar fondos de inversión en diferentes mercados basados en diferentes divisas, flexibilizando los requerimientos de liquidez, riesgo y confidencialidad de aquellas instituciones financieras a quienes le brindan servicios.
El banco genera su principal ingreso de brindar servicios de White Labeling White Label a otras instituciones financieras, en mucho menor medida acepta también a personas físicas como clientes pero no permite aquellos de ciertas nacionalidades por cuestiones regulatorias (que bien podrían ser religiosas). Oficialmente, de acuerdo con el banco, esta restricción tiene su origen en ciertas regulaciones locales, en donde está prohibido realizar inversiones libres de impuestos en ciertas jurisdicciones.
SERVICIOS FINANCIEROS NO BANCARIOS
Compañías subsidiarias del Banco: 

- Cathedral Offshore Global Investments (venture capital y private equity)
- Cathedral Investment Bank
- Cathedral Investments Group
- CATHinfo (Cathedral Financial Information Services), Sistema Internacional de acopio de información fundamental y técnica.
- CIBDer (Cathedral Investment Bank Derivatives), Corredor de futuros y derivados del banco.
- COEx (Cathedral Offshore Exchange Market), primera bolsa de intercambio de valores situada en un paraíso fiscal.
Compañías subsidiarias del Grupo: 
- Cathedral Investment Private Banking
- Cathedral Banking Services